# Lisbon Falls High School

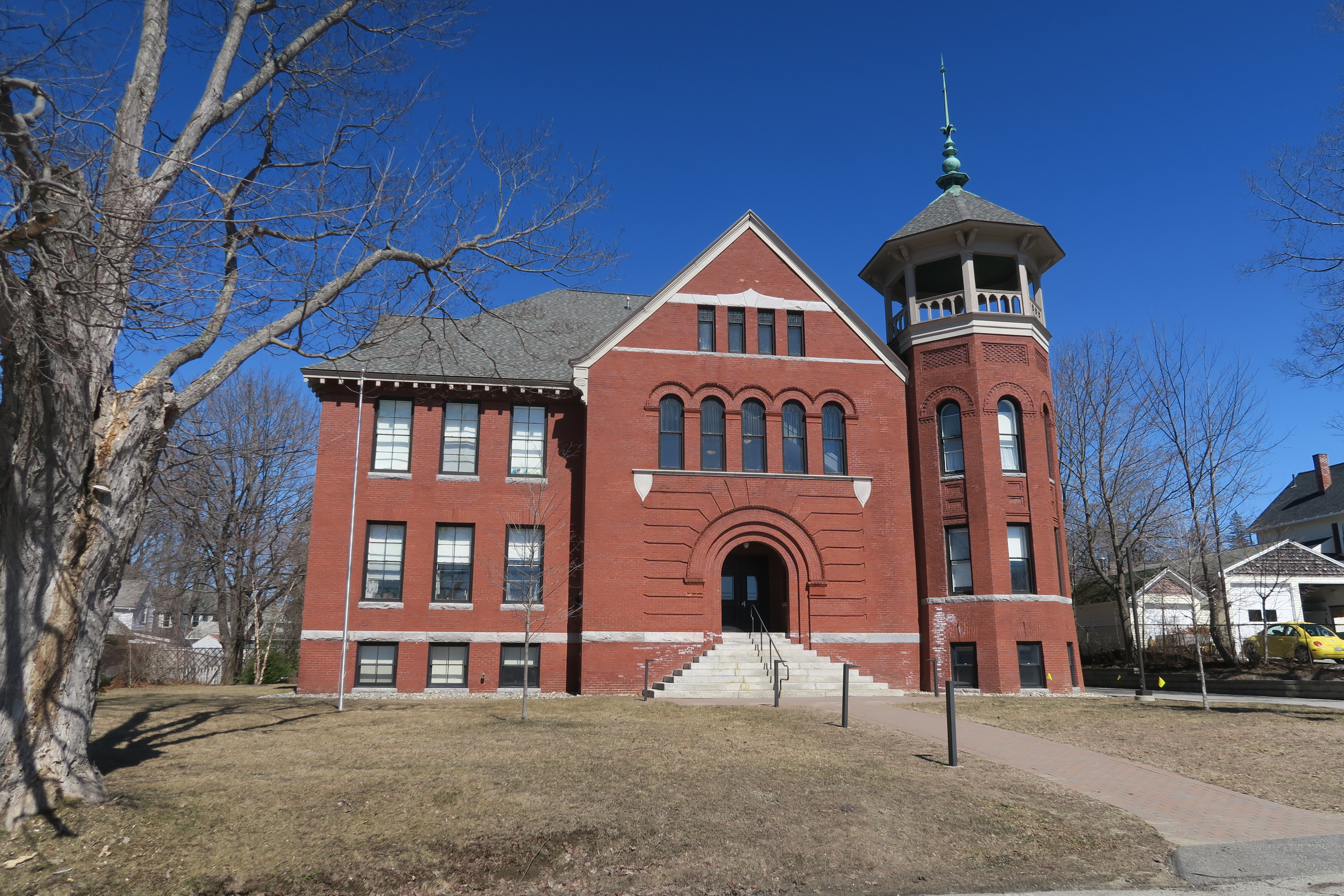
La Lisbon Falls High School.

La Lisbon Falls High School est une école de la ville de Lisbon, census-designated place de Lisbon Falls, dans l'État du Maine. Elle a été construite en 1904-1905 d'après des plans de l'architecte William R. Miller. Elle est inscrite au Registre national des lieux historiques depuis 2007. L'écrivain Stephen King y a notamment fait ses études secondaires de 1962 à 1966.